# Бакайку
Бакайку, Бакайкоа (баск. Bakaiku (офіційна назва), ісп. Bacáicoa) — муніципалітет в Іспанії, у складі автономної спільноти Наварра. Населення — 338 осіб (2009).
Муніципалітет розташований на відстані близько 310 км на північний схід від Мадрида, 38 км на захід від Памплони.

## Демографія
Динаміка населення (INE ):

## Галерея зображень

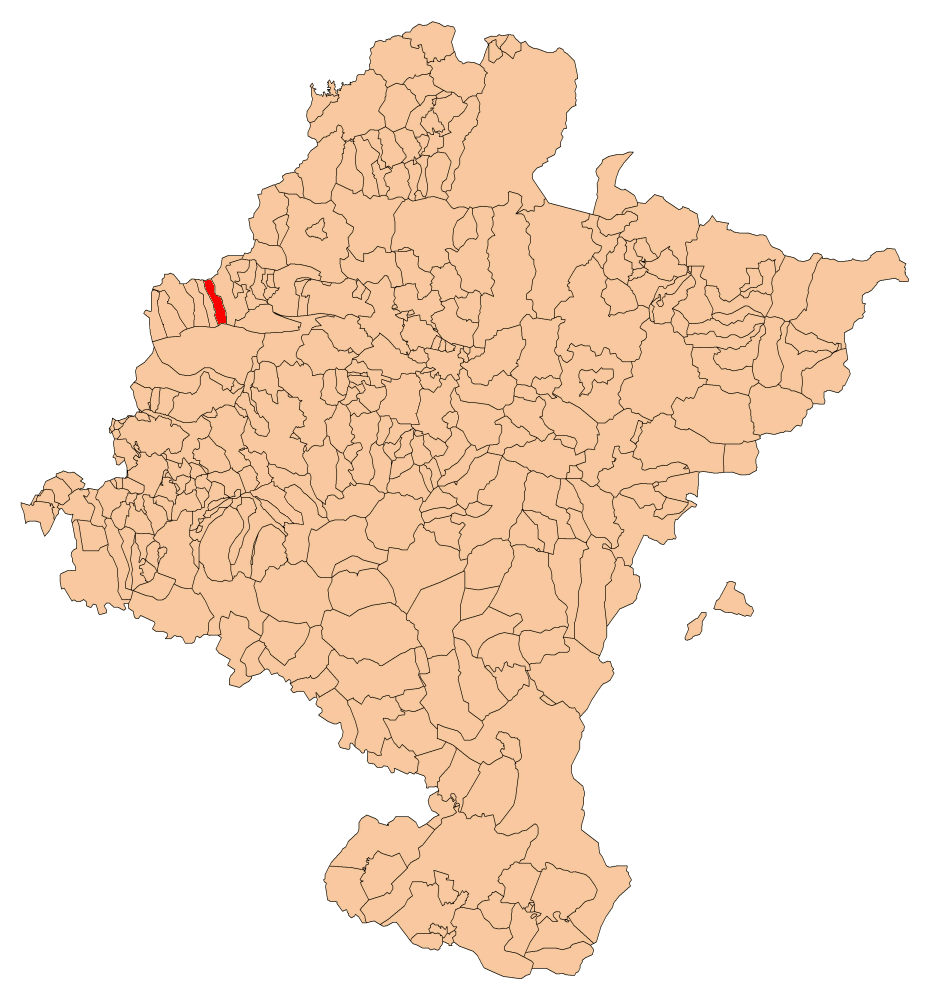
Розташування муніципалітету
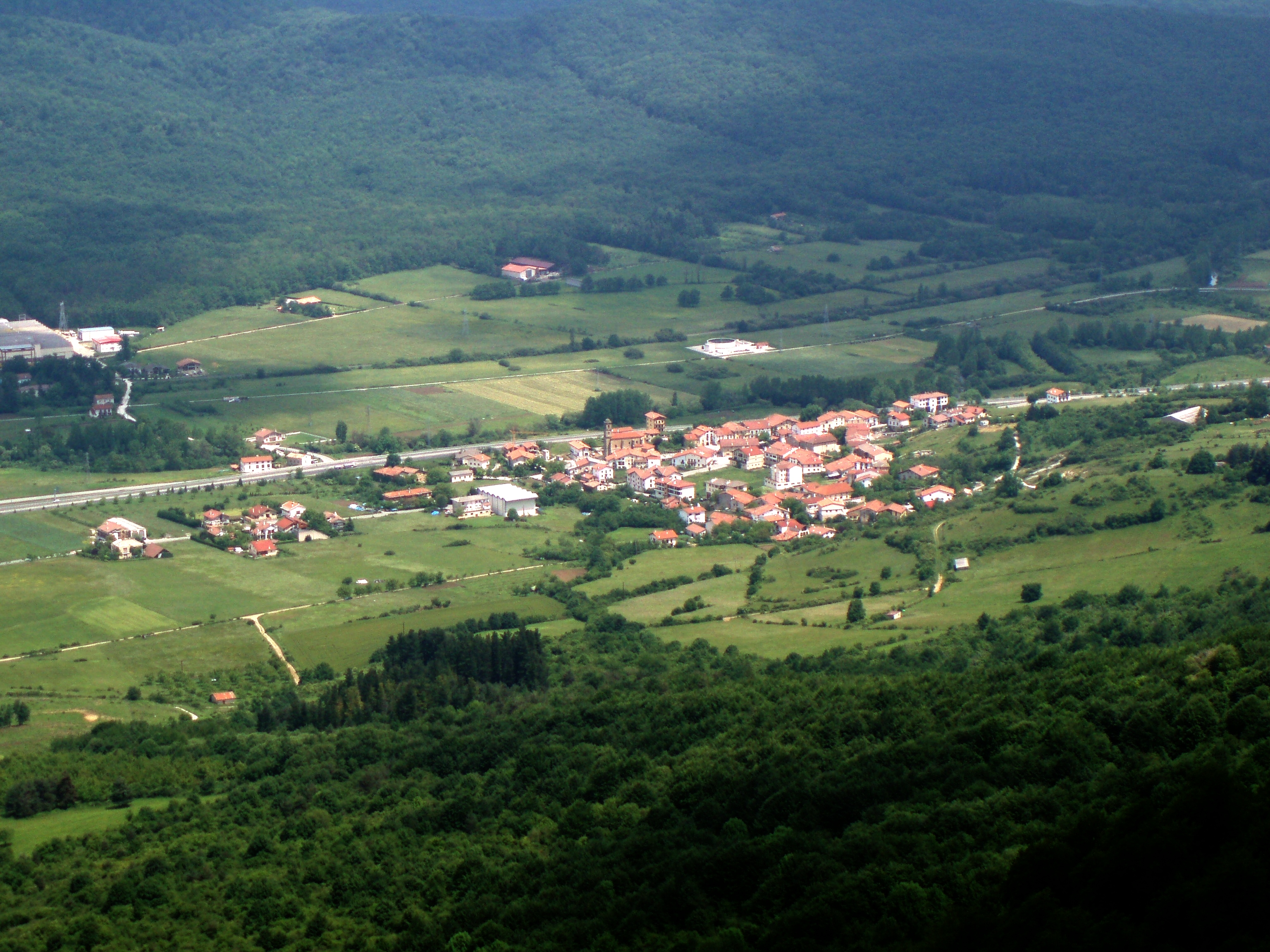
Бакайкоа